# Tech Art Automobildesign
Die Tech Art Automobildesign GmbH, teilweise auch Techart oder TECHART geschrieben, ist ein Unternehmen im Leonberger Stadtteil Höfingen. Es ist vom Kraftfahrt-Bundesamt als Kraftfahrzeughersteller anerkannt. Es ist hauptsächlich im Bereich Fahrzeugtuning vor allem für Porsche-Modelle tätig. Darüber hinaus ist Tech Art als Entwickler von Kraftfahrzeugkomponenten, deren Herstellung und Vertrieb tätig. Geschäftsführer ist Benedict von Canal.

## Hintergrund

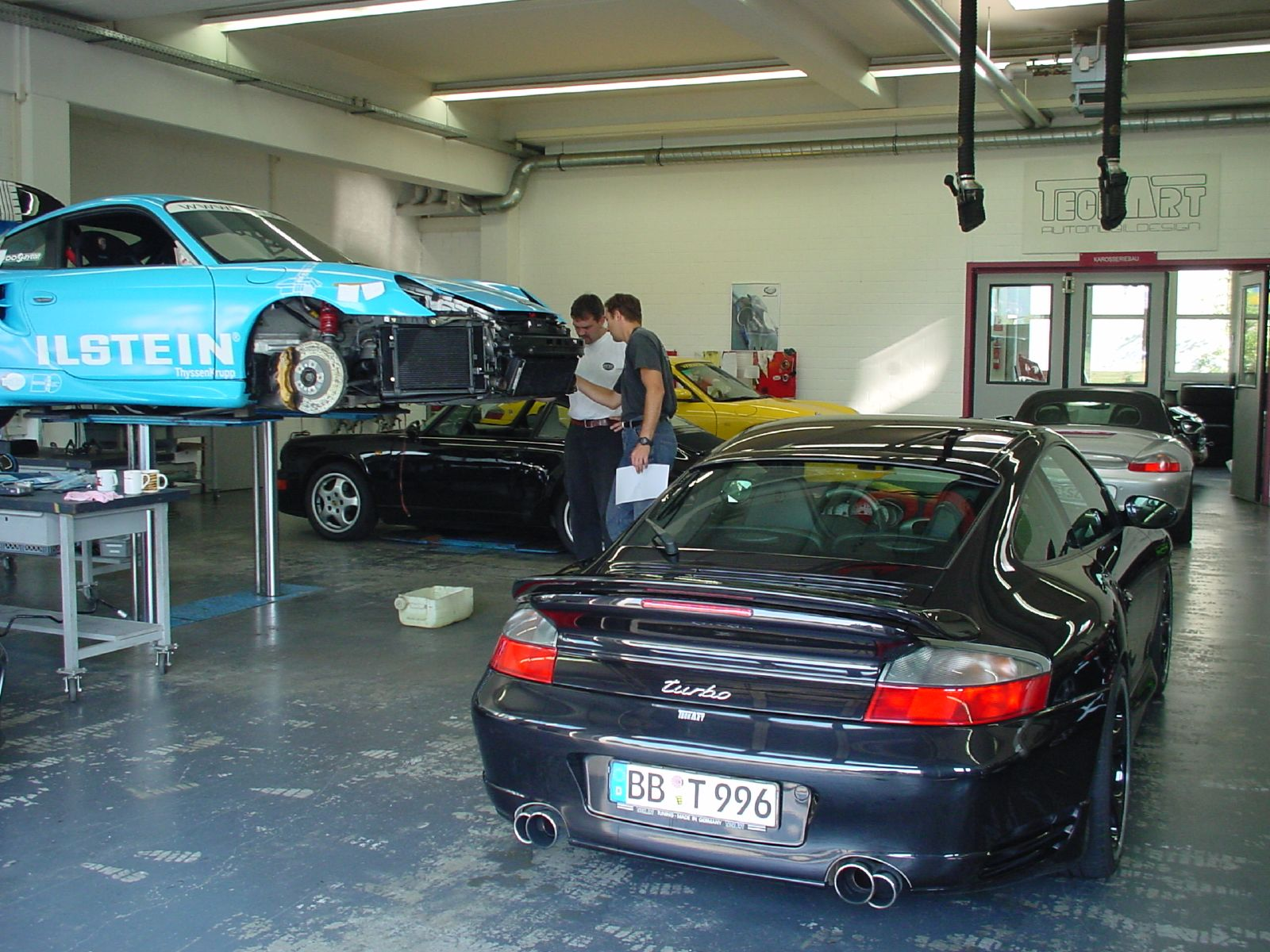
Tech-Art-Werkstatt (August 2003)

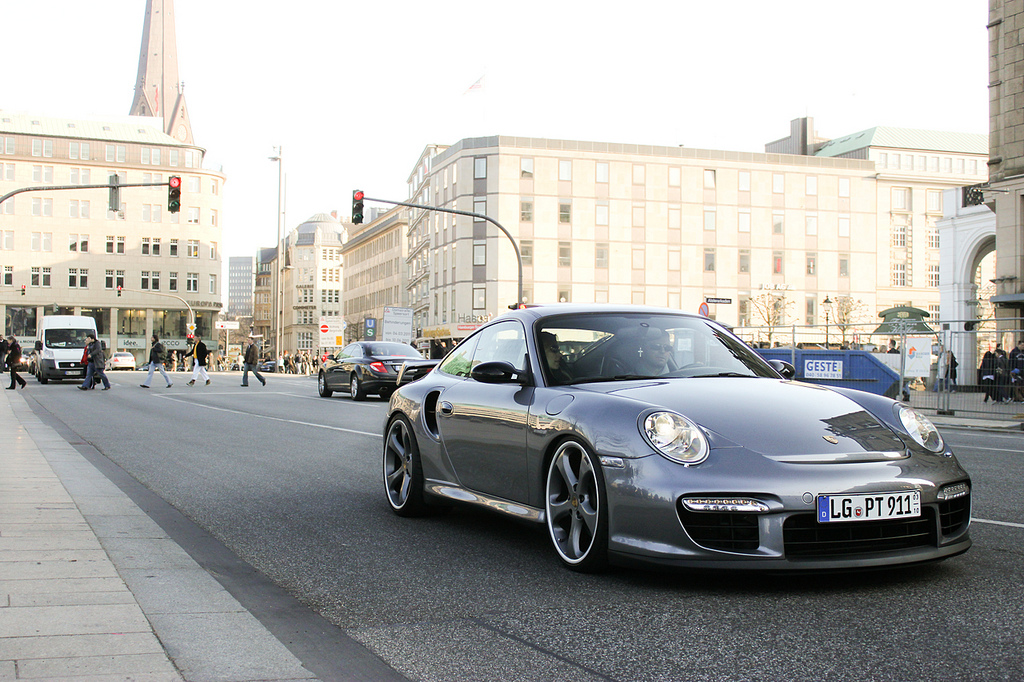
Techart 996 GT Street im Straßenverkehr (März 2011)

Tech Art wurde 1987 von Thomas Behringer in Fellbach gegründet, 1989 verlegte sie ihren Sitz nach Leonberg. Mitte der 1990er Jahre machte sich das Unternehmen einen Namen mit Umbauten für die verschiedensten Autotypen angefangen von der Entwicklung entsprechender Mittelkonsolen mit Halterungen für Handys, womit sie damit zumindest für Mercedes-Modelle der erste Anbieter waren, bis hin zu aufwendigen Telekommunikationslösungen für mobiles Arbeiten. In einem Artikel der Frankfurter Rundschau wird ein von Tech Art getunter Porsche 911, bei dem die Leistung auf 462 PS bei nur 6000/min erhöht wurde, als schnellstes Cabrio der Welt bezeichnet, Die Wirtschaftswoche berichtete 2002 in einem Artikel über die Tuningbranche über den Sonderwunsch eines Scheichs aus dem Nahen Osten, der sich von dem schwäbischen Unternehmen neben dem Fahrersitz einen Champagnerhalter sowie eine Halterung für seinen Revolver erbeten und erhalten habe.
Rund um das Jahr 2000 entschied Tech Art Automobildesign, sich auf die Veredlung von Porsche-Fahrzeugen und die Herstellung sowie den Vertrieb entsprechender Komponenten einschließlich Lenkrädern und Felgen zu spezialisieren. 2010 arbeiteten bei dem Kleinserienhersteller 80 Mitarbeiter, laut eigenen Aussagen besaß das global tätige Unternehmen seinerzeit ungefähr 40 Prozent Marktanteil unter den Porsche-Tunern.
Bis 2015 gab es einen Rechtsstreit zwischen Tech Art und Porsche, in dem es um die rechtlich zulässige Bezeichnung von Tuningfahrzeugen ging. Porsche sah als Hersteller seine Wort-Bild-Marke „Porsche“ durch die Werbung für ein von Tech Art modifiziertes Porsche-Fahrzeugs unter „Porsche 911 Turbo mit Techart-Umbau“ verletzt. Das Verfahren musste letztlich durch den Bundesgerichtshof entschieden werden, der die in den Vorinstanzen zugunsten von Porsche ausfallenden Unterlassungsurteile aufhob (Az. I ZR 147/13). In einem weiteren, ebenfalls 2015 vor dem BGH entschiedenen Verfahren ging es um kartellrechtliche Fragen, nachdem Porsche Tech Art mit einem kompletten Lieferstopp belegt hatte. Dieser Lieferstopp wurde ebenfalls verworfen, allenfalls für einzelne Komponenten könne ein Verkauf an Tech Art eingestellt werden (Az. KZR 87/13).